# Goðafoss (Schiff)
Die Goðafoss war ein 1921 in Dienst gestelltes dampfgetriebenes Frachtschiff der Reederei Eimskipafélag Íslands (heute Eimskip unter der Dachgesellschaft Hf. Eimskipafélag Íslands).

## Geschichte
Die Goðafoss wurde im Auftrag der Reederei Eimskipafélag Íslands („Isländische Dampfschifffahrtsgesellschaft“) bei Frederikshavns Vaerft & Flydedok, Frederikshavn gebaut. Der Stapellauf erfolgte im Juli 1921. Das kombinierte Fracht/Passagierschiff hatte für 76 Passagiere Kabinenplätze und befuhr vor dem Zweiten Weltkrieg meist Strecken nach Dänemark, England und Deutschland. Nach Kriegsbeginn durfte sie nur noch max. 40 Passagiere aufnehmen und erhielt einen grauen Tarnanstrich.

## Untergang
Am 10. November 1944, das Land war schon in Sicht und die Fahrtzeit in den Hafen von Reykjavík betrug noch ca. 2 Stunden, ereignete sich eine Explosion. Um 13.36 Uhr wurde der britische Tanker Shirvan aus dem Konvoi UR-142 von dem deutschen U-Boot U 300 unter dem Kommando von Oblt.z.S Fritz Hein torpediert. Entgegen der geltenden Order drehte der zivile Passagierdampfer Goðafoss bei und versuchte, Überlebende der Shirvan aufzunehmen, die vom brennenden Tankschiff in den kalten Nordatlantik gesprungen waren. Da die Goðafoss zu diesem Zeitpunkt einen Tarnanstrich hatte, konnte sie vom Kommandanten des U-300 nicht eindeutig als ziviles Passagierschiff eingeordnet werden. Um 13.59 Uhr schlug ein Torpedo, abgeschossen vom U-Boot, auf Höhe des Maschinenraums in die Goðafoss ein und hinterließ ein großes Loch in der Bordwand, worauf sie schließlich innerhalb von acht Minuten im äußersten Süden der Bucht Faxaflói sank. Beim Untergang kamen 24 Menschen ums Leben, unter ihnen drei Kinder. 19 Personen, 18 Isländer und ein Brite, konnten sich retten.

## Das Wrack
Das Wrack der Goðafoss wurde offenbar 2016 vor der Küste bei Gardur in rund 40 Meter Tiefe unter einer Sandschicht gefunden. Nachdem seitens der isländischen Küstenwache etliche Ortungsversuche mit Multibeam-Sonargeräten durchgeführt wurden, hatte sich ein privates deutsch-isländisches Expeditionsteam unter der Leitung von Thomas Weyer bemüht, das Wrack zu lokalisieren.

## Andere Schiffe mit dem NamenGoðafoss
- siehe: Liste von Schiffen mit dem Namen Goðafoss